# Jörg Twenhöven
Jörg Twenhöven (né le 18 juillet 1941 à Bigge) est un homme politique de la CDU. De 1984 à 1994, il est maire de la ville de Münster et de 1995 à 2007 président régional du district de Münster.

## Biographie
Diplômé du lycée bénédictin de Meschede, Twenhöven étudie l'histoire, la philosophie, le journalisme et le droit à Münster et Fribourg (Suisse). Il est diplômé de cette dernière avec une licence suisse en 1966 et obtient son doctorat en 1972.
À Fribourg, il devient membre du KStV Carolingia-Fribourg au sein de l'Association des cartels des associations d'étudiants catholiques allemands (KV).
En 1969, il devient maître de conférences à plein temps à l'Académie sociale catholique Franz-Wärme-Haus de Münster.
Twenhöven commence sa carrière politique en 1964 lorsqu'il rejoint la CDU. En 1968, il prend la présidence de la Junge Union de l'arrondissement de Münster (de). Il est membre du conseil de la CDU de l'arrondissement de Münster à partir de 1970. En 1972, il prend la présidence du syndicat local CDU Münster-Coerde. En 1985, Twenhöven devient membre du comité exécutif de la CDU de Rhénanie-du-Nord-Westphalie et de 1990 à 1996 préside l'association politique locale de la CDU en Rhénanie-du-Nord-Westphalie.
Sur le plan politique local, il débute en tant que citoyen compétent au conseil municipal de Münster en 1969. Il devient membre du conseil en 1975. Parallèlement, il occupe le rôle de porte-parole de la politique culturelle du groupe parlementaire CDU et devient président du comité culturel.
Son élection au poste de maire de la ville de Münster en 1984 est suivie d'une réélection en 1989. Au cours de son mandat, divers projets sont réalisés, comme la construction du musée municipal de Münster et de la bibliothèque municipale de Münster. Twenhöven donne le ton à l'expansion intérieure de la ville. Cela inclut, par exemple, la promotion du cyclisme et de la politique des déchets. L'anniversaire de la ville de 1200 ans de Münster est également tombé pendant son mandat. Après la défaite électorale de 1994, il devient le premier maire. En 1990 et 1995, il est élu au Landtag de Rhénanie-du-Nord-Westphalie.
Twenhöven est président du district et donc chef du gouvernement du district de Münster depuis 1995. Le successeur de Twenhöven est Peter Paziorek (de) depuis septembre 2007.
En novembre 2004, Jörg Twenhöven est élu président de l'assemblée régionale du DRK -Landesverband Westfalen-Lippe à Schmallenberg-Bad Fredeburg.
Twenhöven est marié et père de quatre enfants.